# Fucellia thinobia
Fucellia thinobia är en tvåvingeart som först beskrevs av Thomson 1869.  Fucellia thinobia ingår i släktet Fucellia och familjen blomsterflugor. Inga underarter finns listade i Catalogue of Life.